# 加拿大權利與自由憲章
加拿大權利與自由憲章（英語：Canadian Charter of Rights and Freedoms，也被簡稱為權利與自由憲章或憲章）是由加拿大憲法確立的一個權利法案。它是《1982年憲法法令》的第一部分。憲章保證了加拿大公民的政治權利以及在加拿大內每個人的民權，包括各個方面和各級政府的政策和行為。它的設計旨在通過一系列體現這些權利的原則來團結加拿大人。憲章於1982年4月17日由加拿大女王伊丽莎白二世簽署成為法律。
在憲章之前，有1960年制定的《加拿大人權法案》。然而，人權法案只是一個聯邦法規，而不是一個憲法性文件。作為聯邦法規，它範圍有限，很容易被議會修改，也不能適用到省級的法律中。加拿大最高法院對此法案的解釋也十分狹義。《加拿大人權利法案》的相對低效性促使很多人行動起來以增加加拿大對權利保護的力度。此外，二戰後出現的人權和自由運動也試圖鞏固世界人權宣言中所闡述的人權原則。經過總理皮埃尔·特鲁多的努力，1982年，作為對加拿大國會請求的回應，英國議會正式將憲章頒布為《1982年加拿大法令》的一部分。

## 內容
根據《憲章》，身在加拿大的任何法人（《憲章》沒有將公司定義為法人）具有很多公民和政治權利。但有少數權利只賦予自然人（如第12條），或只賦予加拿大公民（如第3條）。
權利和自由保障 （第1条）：加拿大權利與自由憲章，依照一個有明法规定、在自由民主社會内能辯解的合理限定的范围内，保障其列明的權利和自由。
基本自由（第2条），即良心自由、思想自由、宗教自由、信仰自由、言論自由、新聞自由以及其他方式的廣播通訊自由、和平集會自由、結社自由。
民主權利：一般而言，即參與政治活動和政府組建民主形式政府的權利：
第3条：投票權，和有被選為立法機構議員的資格。
第4条：立法機構的期限不得超過五年。
第5条：立法機構會議每年至少召開一次。
遷徙權利：
第6条：進入、離開加拿大、移居到和定居在任何省的權利。
法律權利：人們在與司法系統和法律執行方面的權利，也即是：
第7条：生命、自由、人身安全的權利。
第8条：反對無理搜查和沒收的權利。
第9条：不被擅自拘留或禁閉的權利。
第10条：得到法律諮詢和人生保障的權利。
第11条：在犯罪和判刑方面的權利，比如被假定無罪的權利。
第12条：不受任何殘酷、不常待遇和懲罰的權利。
第13条：反對自证其罪的權利。
第14条：在訴訟中獲得翻譯的權利。
平等權利：
第15条：法律面前得到平等對待，不受歧視，得到法律的保護和福利。
語言權利
第16条：英語和法語為加拿大的官方語言。
第17条：所有人都可以在國會和紐賓士域省省議會的任何辯論和議會程序上，自行選擇使用英語或法語的權利。
第18条：國會的法規、文獻、和議會程序一定用英語和法語印刷出來。
第19条：所有人都可以在聯邦法院和紐賓士域省省級法院上，自行選擇使用英語或法語的權利。
第20条：加拿大聯邦政府和紐賓士域省必須提供英語和法語作服務；居民自行選擇使用英語或法語。
第21条：立憲章前，關於英語或法語的特殊權利，將被持續下去。
第22条：立憲章前后，關於非英語或法語的特殊權利，將被持續下去。
其他權利
第27条：憲章一定要保護和改善加拿大的多元文化傳統，與它一致。
違憲立法權
第33條：國會或省議會在立法時，如果明確表示引用第三十三條，可以立違憲的法律，但這項違憲的法律只有五年效期。

## 評論
第一条是和《美國權利法案》的最大分別，因為第1条給政府和法院可以為保障其他權利或加拿大社會的重要價值觀，合理限制權利和自由的能力，也就是權利和自由在加拿大不是絕對。要用第一条限制憲章權利，限制必須是法律明確規定、合理且是基於自由民主社會的價值觀。例如，反仇恨法是限制思想自由的（R. v. Keegstra），但爲了保護公眾利益是一個合理的自由限制。此外，第一条賦予法院大量的政治權力，甚至可以修正和推翻國會或省議會的法案，變相立法。
不像其他的西方民主國家，財產權利是不受加拿大憲法保護。